# Rödskölding
Rödskölding (Pluteus aurantiorugosus) är en svampart som först beskrevs av Trog, och fick sitt nu gällande namn av Pier Andrea Saccardo 1896. Rödskölding ingår i släktet Pluteus och familjen Pluteaceae.  Arten är reproducerande i Sverige. Inga underarter finns listade i Catalogue of Life.